# Nausicaä Centre National de la Mer
Nausicaā Centre National de la Mer (phát âm tiếng Pháp: [nozika.a sɑ̃tʁə nasjɔnal d(ə) la mɛʁ]) là một thủy cung ở Boulogne-sur-Mer, Pháp. Đây là thủy cung lớn nhất của châu Âu. 
Nausicaa được mô tả là một trung tâm khoa học và kỹ thuật nghiên cứu về môi trường biển, tập trung chủ yếu vào mối quan hệ giữa con người và biển.

## Lịch sử

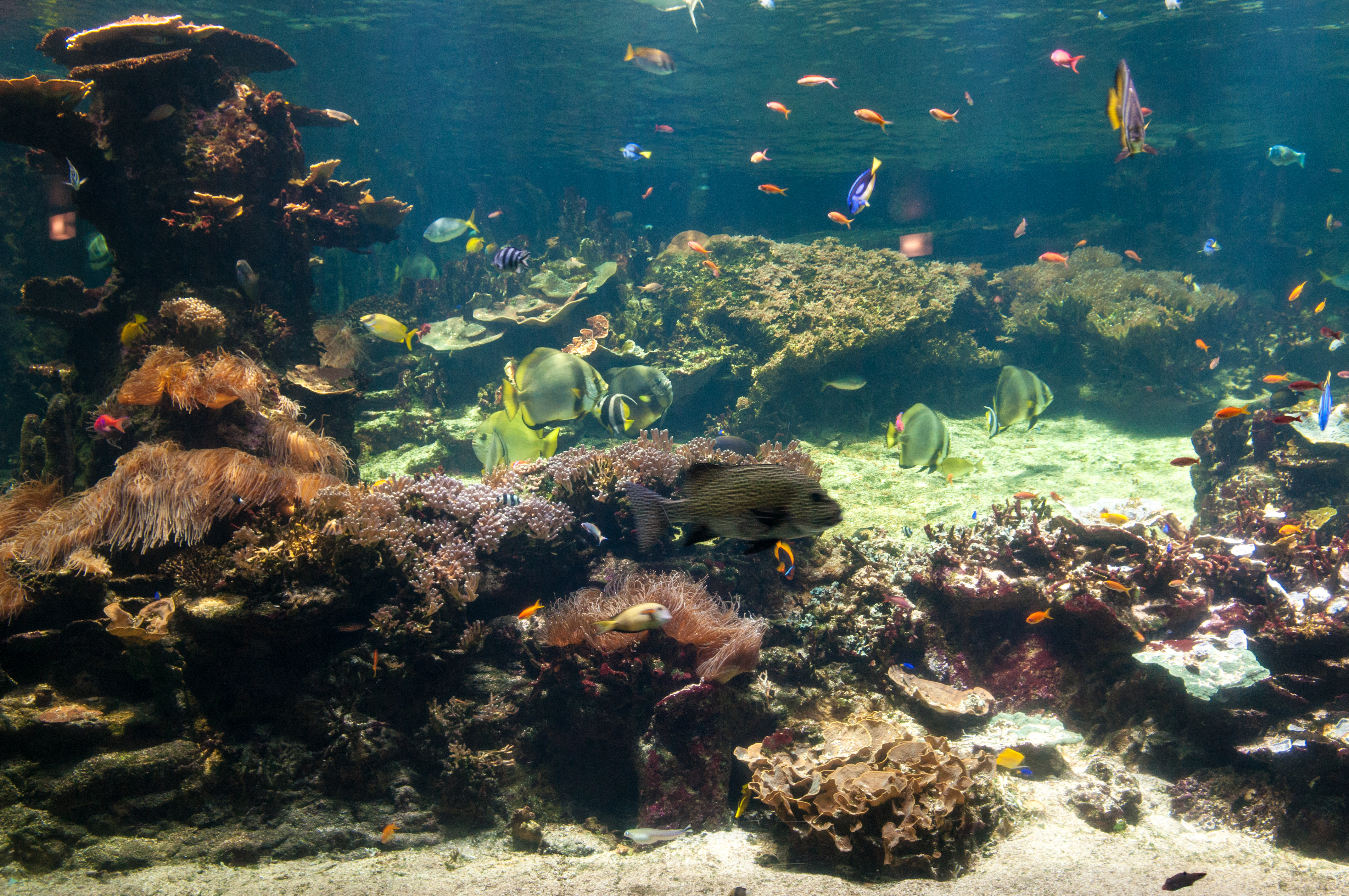
Bể san hô chính

Ý tưởng cho thủy cung bắt đầu khi Guy Lengagne, khi đó là thị trưởng Boulogne-sur-Mer, muốn tái sử dụng một sòng bạc cũ. Năm 1982, các nhà hải dương học Philippe Vallette, Stéphane Henard và Christophe Liacopoulos được giao nhiệm vụ nghiên cứu sơ bộ, và cuối cùng là thực hiện dự án.
Năm 1984, một hiệp hội phi lợi nhuận đã được thành lập cho thủy cung và Jacques Rougerie đã được chọn làm kiến trúc sư cho công trình. Năm 1986, Pháp đã chọn dự án này là một trong những dự án phát triển đô thị lớn và được đổi tên thành Trung tâm Biển Quốc gia. Liên minh châu Âu đã đóng góp một nửa trong số FF140 triệu cần thiết để tài trợ cho dự án.
Xây dựng bắt đầu vào năm 1987 và được hoàn thành vào đầu năm 1991 khi Công ty Phát triển Trung tâm Biển Quốc gia được thành lập. Trung tâm được đổi tên một lần nữa thành Nausicaa (từ thần thoại Hy Lạp), và được khai trương vào ngày 18 tháng 5 năm 1991. Con sứa đầu tiên đến thủy cung vào năm 1994, và triển lãm tạm thời đầu tiên, Biển và Đứa trẻ, đã được khai trương vào năm 1995. Tiền sảnh được tô điểm với bức tranh quy mô lớn «Corrida» (The Matador) của Pascal Lecocq.
Cơ sở được mở rộng lớn vào năm 1998, tăng gấp đôi diện tích triển lãm lên 4.500 mét vuông (48.000 foot vuông) để thêm khoảng 10.000 động vật, bao gồm cả sư tử biển California và Làng nhiệt đới đầm phá với cá mập và rạn san hô.
Năm 1999, Nausicaa được Ủy ban hải dương học liên chính phủ của UNESCO chọn là Trung tâm xuất sắc cho các chương trình tiếp cận cộng đồng. Năm 2002, thủy cung thu được nhãn hiệu "Du lịch & Khuyết tật" và Mạng lưới Đại dương Thế giới được thành lập.
Năm 2003 chứng kiến sự xuất hiện của Cá sấu đeo kính đầu tiên trong Rừng nhiệt đới ngập nước. Không gian này đã được đưa vào "Ngôi nhà Thế giới" ngay từ đầu năm 2005, nhằm mục đích khiến mọi người nghĩ về thói quen tiêu dùng của họ. Vào năm 2006, một bản mở rộng khác đã bổ sung thêm không gian cho một cuộc triển lãm thường trực có tên là "Steer South". Thủy cung đã chào đón những chú chim cánh cụt châu Phi đầu tiên, mặc dù mãi đến năm 2010 chim cánh cụt đầu tiên mới được sinh ra ở đây.
Năm 2007, Nausicaa chào đón vị khách thứ mười triệu. Năm 2008, nó mở một cuộc triển lãm đa phương tiện tương tác mới có tên là "Planet Nausicaa", cũng như các triển lãm tập trung về Madagascar và Eo biển Mozambique.
Năm 2018, Nausicaa được mở rộng lớn nhất trong lịch sử của nó với một phòng trưng bày mới lớn có tên "Biển cả". Phòng trưng bày mới này bao gồm bể khổng lồ 10.000.000 lít (2.600.000 gal Mỹ) cho cá pelagic. Toàn bộ, việc mở rộng mới làm tăng kích thước của bể cá từ 4.500.000 lít (1.200.000 gal Mỹ) đến 17.000.000 lít (4.500.000 gal Mỹ). Trong khi đó, các triển lãm ban đầu đã được nhóm lại thành một phòng trưng bày được gọi là "Nhân loại và bờ biển".

## Triển lãm

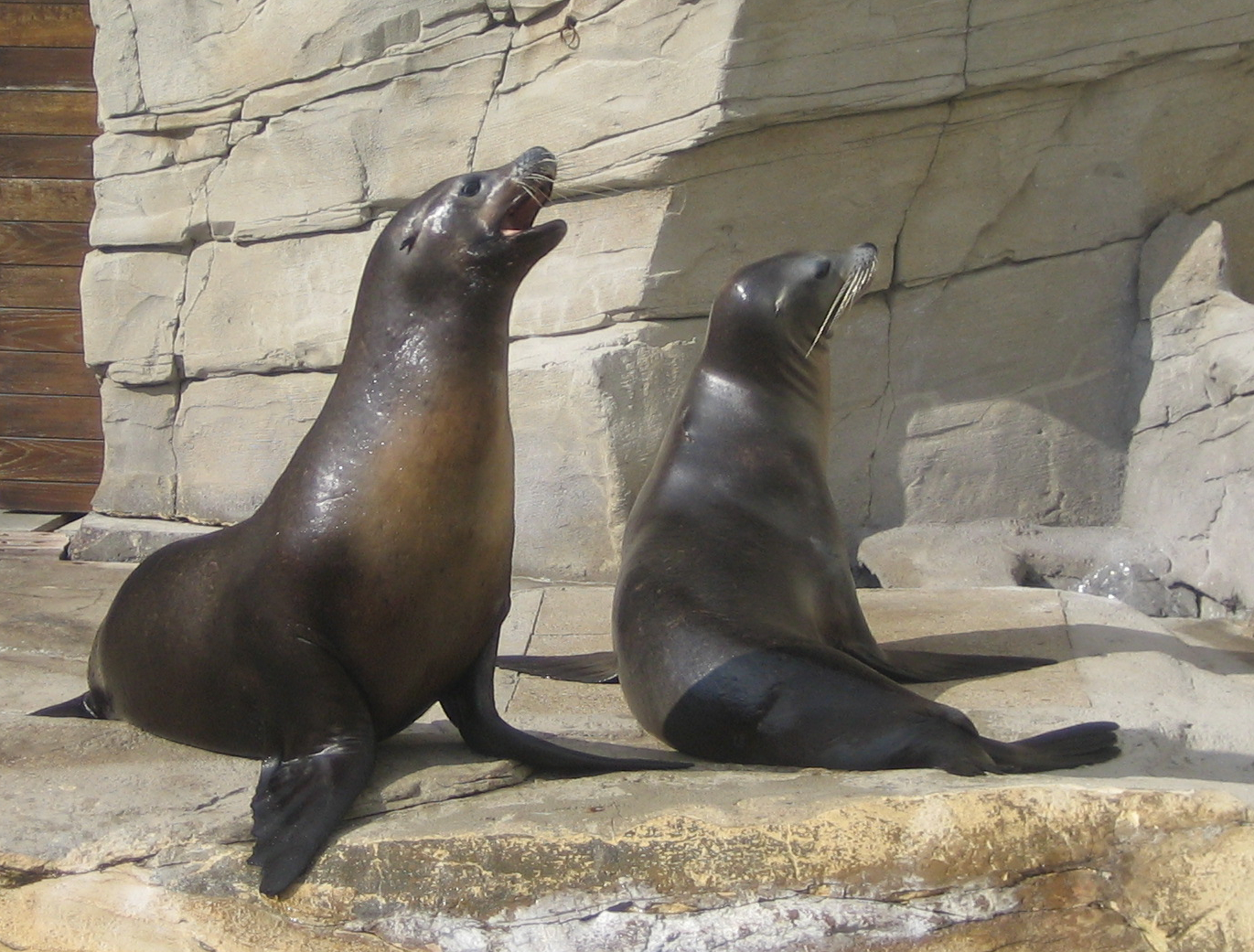
Sư tử biển California

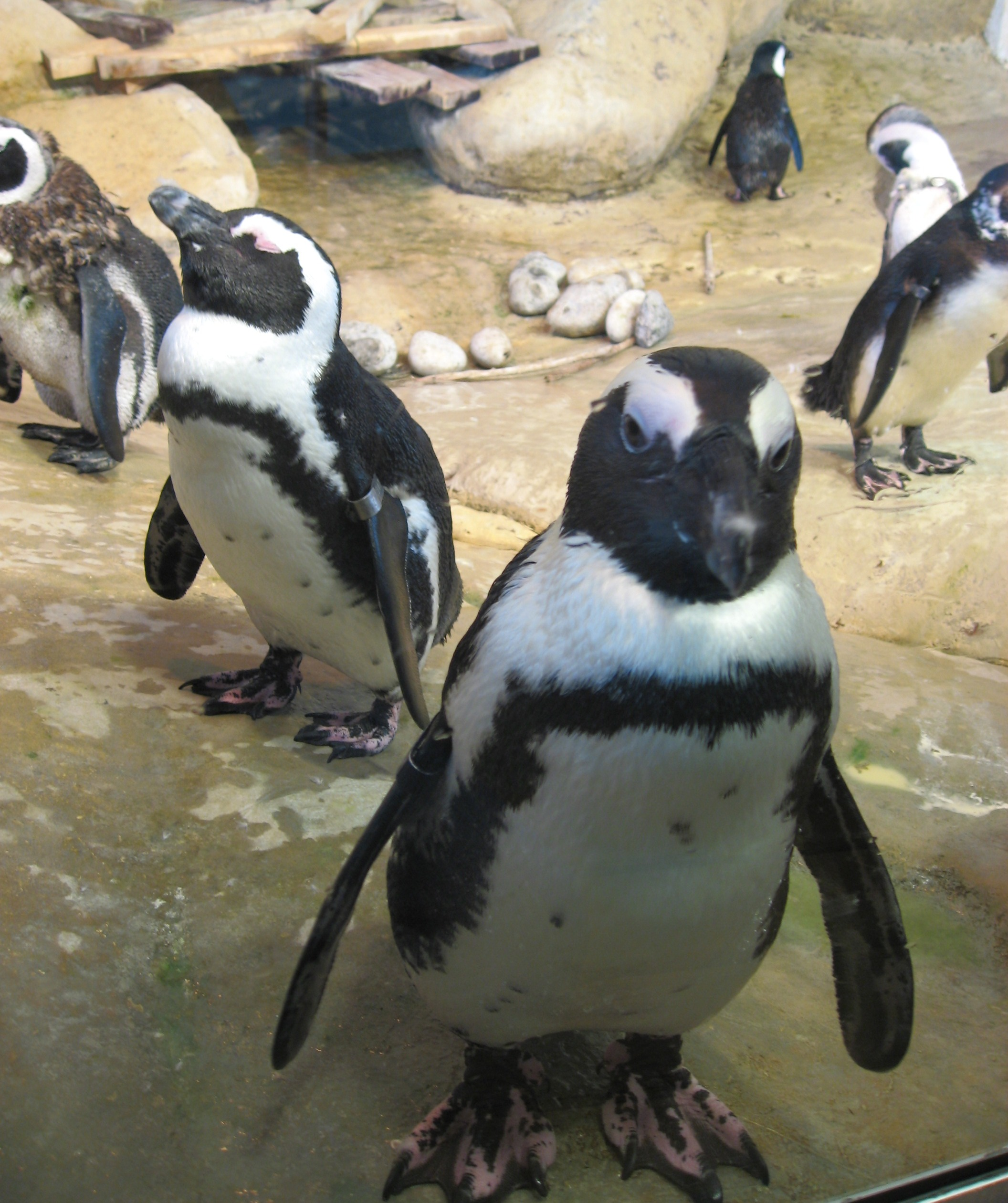
Chim cánh cụt châu Phi

Cho đến khi mở rộng năm 2018, khu vực triển lãm rộng khoảng 5.000 mét vuông (54.000 foot vuông), và bao gồm các triển lãm chính sau:
- Bể cá mập
- Đầm phá nhiệt đới
- Khu bảo tồn sư tử biển
- Bể cảm nhận
- Thế giới đại dương
- Rừng ngập nước
- Bãi biển chim cánh cụt

Với sự mở rộng "Biển cả" mở cửa năm 2018, khu vực triển lãm tăng gấp ba lần về kích thước. "Biển cả" chủ yếu là bể khổng lồ 10.000.000 l (2.600.000 gal Mỹ) dành cho các loài cá có xương lớn như cá đuối, Cá mặt trăng và Cá nhám búa. Các bể pelagic đo khoảng 60 m × 35 m × 8 m (197 ft × 115 ft × 26 ft), có 18 m (59 ft) đường hầm cá mập về chiều dài và cửa sổ xem 20 m × 5 m (66 ft × 16 ft).

## Thuốc thú y
Vào tháng 10 năm 2008, Nausicaa làm việc với một bác sĩ phẫu thuật thú y, người chuyên về cá mập để phẫu thuật thành công đầu tiên trên một con cá mập Carcharias taurus. Vào ngày 14 tháng 11 năm 2008, Nausicaa được trao giải nhất về đào tạo y tế trong việc chăm sóc sư tử biển tại hội nghị thường niên IMATA (Hiệp hội huấn luyện động vật biển quốc tế), diễn ra tại Cancun, Mexico.

## Bảo tồn
Thủy cung này là một phần của chiến dịch "Mr Goodfish" của Châu Âu (ra mắt tại Pháp năm 2010) kết hợp với Acquario di Genova ở Ý và Thủy cung Finisterrae ở Tây Ban Nha, dưới sự bảo trợ của Mạng lưới Đại dương Thế giới. Dự án này cố gắng khuyến khích mọi người tham gia tích cực vào việc bảo tồn tài nguyên biển.
Một số cuốn sách đã được xuất bản bởi thủy cung, bao gồm “Secrets des abysses” của Christine Causse và Philippe Vallette do Fleurus xuất bản, và "Madagascar, L'ile Océan" của Christine Causse và Philippe Vallette, hình ảnh của Alexis Rosenfeld, được xuất bản bởi Autrement.